# Order „Za osobiste męstwo” (ZSRR)
Order „Za osobiste męstwo” (ros. Орден «За личное мужество») – radzieckie odznaczenie nadawane za męstwo w czasie pokoju, ostatni z orderów ustanowionych w ZSRR.

## Historia
22 sierpnia 1988 roku Prezydium Rady Najwyższej ZSRR wydała dekret o poprawie procedury przyznawania odznaczeń państwowych Związku Radzieckiego, w którym wprowadzono „Order za osobiste Męstwo”, który miał być nadawany osobą za wykazane męstwo w czasie pokoju. Statut tego odznaczenia i procedury jego nadawania opracowały Ministerstwo Spraw Wewnętrznych i Ministerstwo Sprawiedliwości. 
28 grudnia wydano dekret Prezydium Rady Najwyższej ZSRR, który określił statut tego odznaczenia i wprowadził go do systemu odznaczeń państwowych ZSRR. Było to ostatnie odznaczenie państwowe ustanowione w ZSRR.
Po 1991 roku w związku z rozpadem Związku Radzieckiego order przestano nadawać, lecz w 1992 roku został włączony w system odznaczeń państwowych Federacji Rosyjskiej z niewielkimi zmianami w wyglądzie i tak zmieniony nadawany był do 1994 roku, po czym został on zastąpiony przez Order Męstwa.

## Zasady nadawania
Zgodnie ze statutem order miał być nadawany za wykazane osobiste męstwo i odwagę przy ratowaniu życia ludzkiego, ochronie porządku publicznego i własności socjalistycznej, zwalczaniu przestępczości, klęsk żywiołowych i innych sytuacji kryzysowych, a w szczególności:
- za męstwo w ratowaniu życia ludzkiego, zwalczaniu przestępstw przeciwko życiu,
- za odwagę w działaniach związanych z ochroną porządku publicznego, ochroną własności socjalistycznej, zatrzymywaniem przestępców oraz ujawnianiem grup przestępczych, jeżeli to związane było z dużym ryzykiem dla własnego życia i zdrowia,
- za męstwo i odwagę wykazaną podczas klęsk żywiołowych, pożarów, wypadków, katastrof i innych sytuacji kryzysowych lub usuwania ich skutków, o ile działania te były wykonywane w warunkach stałego zagrożenia życia lub zdrowia lub znacznych strat materialnych i duchowych,
- dla innych bezinteresownych czynów dokonanych w poczuciu obywatelskiego obowiązku, w okolicznościach które zagrażały życiu osoby, która tego czynu dokonała.

Pierwsze nadanie tego orderu miało miejsce 3 lutego 1989 roku i otrzymała go Natalia Jefimowa, nauczycielka ze szkoły w Ordżonikidze, która wykazała się odwagą w czasie ataku terrorystów na autobus szkolny, ratując swoim działaniem 31 uczniów. Ostatnie nadania orderu miało miejsce dekretem z dnia 28 października 1994 roku.
Łącznie w okresie od 1989 do 1994 roku nadano 529 orderów dla obywateli ZSRR i Federacji Rosyjskiej oraz około 100 dla cudzoziemców.

## Opis odznaki
Odznaka orderu wykonana jest ze srebra i ma postać pięcioramiennej gwiazdy o średnicy 45 mm, wysokości 48 mm i szerokości 44,5 mm. Ramiona gwiazdy tworzą pozłacane promienie. Gwiazda umieszczona jest we wieńcu; z lewej strony wieniec wykonany jest z liściu dębu, a z prawej z liści laurowych. W środkowej części gwiazdy umieszczona jest tarcza pokryta białą emalią. Wewnątrz tarczy znajduje się owalne wgłębienie niepokryte emalią, a w nim pozłacany napis ЗА ЛИЧНОЕ МУЖЕСТВО (pol. „Za osobiste męstwo”). Powyżej niego znajduje się pięcioramienna gwiazda pokryta czerwoną emalią z sierpem i młotem, a poniżej napisu została umieszczona szarfa, pokryta również czerwoną emalią, z napisem CCCP (pol. „ZSRR”).
Rewers orderu jest gładki, znajduje się na nim jedynie nazwa wytwórni oraz numer odznaczenia.
W orderze nadawanym w latach 1992–1994 w Federacji Rosyjskiej usunięto z szarfy napis CCCP, pozostałe elementy orderu są identyczne.
Order zawieszony był na pięciokątnej blaszce obciągniętej wstążką koloru czerwonego o szerokości 24 mm, po bokach znajdują się po trzy paski koloru białego o szerokości 1 mm.